# Hooman Khalatbari

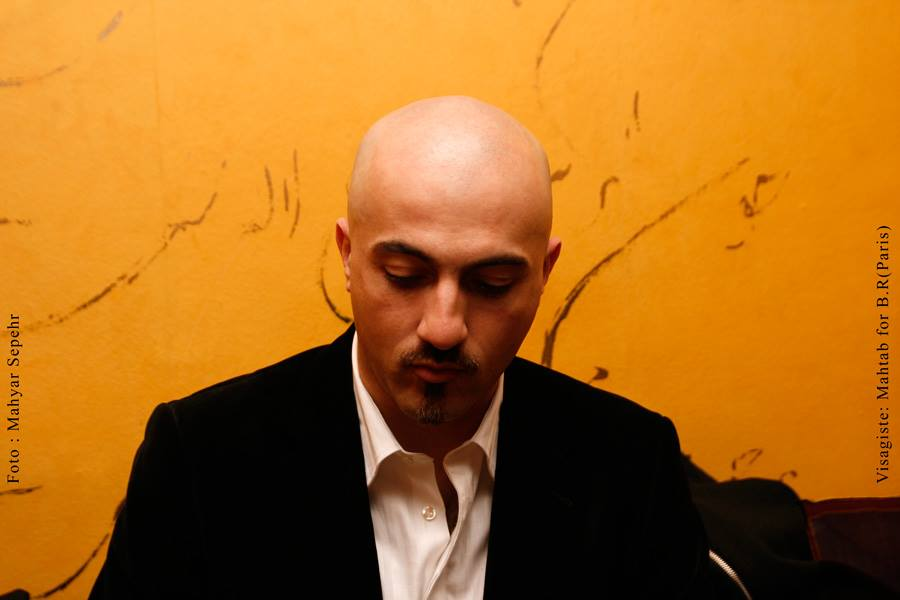
Hooman Khalatbari

Hooman Khalatbari (* 16. April 1969 in Teheran) (هومن خلعتبری) ist ein österreichisch-iranischer Dirigent und Pianist.

## Leben
Khalatbari erhielt mit sechs Jahren seinen ersten Klavierunterricht. Er studierte zunächst Musikwissenschaft, Klavier und schloss 1996 seine Studien an der Tehran University of Art erfolgreich ab. Von 1988 bis 1996 war er Assistent beim Teheraner Philharmonie Chor und beim Teheraner Philharmonie Orchester, von 1993 bis 1996 auch Assistent beim BCC Chor und Orchester und beim Youth Philharmonic Orchestra im Österreichischen Kulturinstitut (ÖKI) in Teheran. 1997 bis 2006 studierte er an der Kunstuniversität Graz Chor-, Orchester- und Opern dirigieren.
Khalatbari besuchte verschiedene Meisterkurse u. a. bei Zubin Mehta, Iván Fischer und Thomas Christian David.
Während seines Studiums beschäftigte er sich mit zeitgenössischer Musik. So arbeitete er u. a. als Dirigent, Solist, Kammermusiker, Liedbegleiter und Korrepetitor bei diversen Fernseh- und CD-Produktionen und Uraufführungen („Schwarzerde“ von Klaus Huber im Theater Basel, „Dry Clean-Show“ von Wolfgang Mitterer beim Steirischen Herbst in Graz sowie „Pollicino“ von Hans Werner Henze, „Agleia Federweiß“ von Gerd Kühr, „Peter Pan“ von Wilfried Hiller und „Noahs Flut“ von Benjamin Britten im Next Liberty in Graz) mit.
Seine Konzertauftritte führten ihn auch in mehrere europäische Städte, in die USA, nach Kanada und Asien. Zuletzt war er als Dirigent in Paris, London und Vancouver engagiert.
Seit der Saison 1999/2000 wirkte er in Produktionen des Opernhauses Graz und der Singschule, so in Verdis La traviata, Puccinis La Bohème, Donizettis Die Favoritin, Humperdincs Hänsel und Gretel, Leonard Bernsteins West Side Story, Frederick Loewes My Fair Lady und Mozarts Die Zauberflöte.
Von 1999 bis 2002 war er als musikalischer Assistent, zweiter Dirigent und Chordirigent beim Festival junger Künstler Graz beschäftigt. Seit 2003 ist er musikalischer Leiter der Opernproduktionen des Internationalen Klassikfestivals in Schloss Kirchstetten in Niederösterreich.

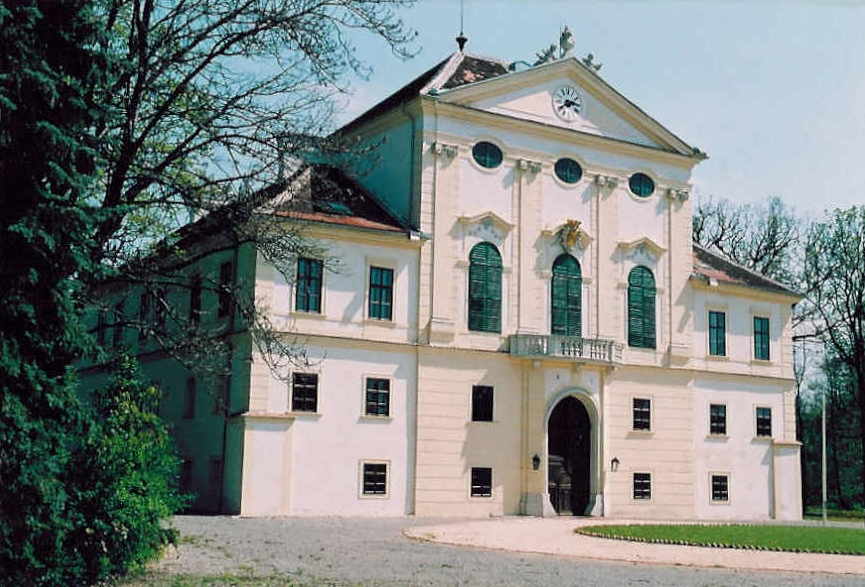
Schloss Kirchstetten. Hooman Khalatbari ist Leiter des dort aufgeführten Internationalen Klassikfestivals